# 张世佩
张世佩（？—1622年），明朝末年山东承宣布政使司曹州（今山东省菏泽市）人。
天启年间张世佩与于弘志、徐鸿儒共传王森“闻香教”。徐鸿儒相信梁山泊演义故事，在梁家楼聚义，结纳张世佩，传说妖术咒纸人起战，号称四大金刚。王森的儿子王好賢與景州棒棰會于弘志相交，他们一起密定於八月十五望日，同起反明。天启二年（1622年）张世佩响应徐鸿儒起义，张世佩被明军俘虏时，从他住处搜出纸人数千张。